# آرامگاه عطار نیشابوری
آرامگاه عطار نیشابوری بنایی است تاریخی که در دوره تیموری و به فرمان امیر علیشیر نوایی بر روی سنگ قبر عطار نیشابوری ساخته شد. در دوره‌های پهلوی دوم مرمت کامل و دهه ۷۰ نیز مرمت مختصر شد. این آرامگاه در بلوار شادیاخ (عرفا کنونی)، از مناطق گردشگری شهر نیشابور واقع شده است. آرامگاه کمال الملک نیز در محوطه این بنا قرار دارد. این بنا در تاریخ ۱۸ آذر ۱۳۵۴ با شمارهٔ ثبت ۱۱۷۳ به عنوان یکی از آثار ملی ایران به ثبت رسید.

## دربارهٔ آرامگاه
فریدالدین عطار نیشابوری شاعر و عارف نامی ایران در حدود سال ۶۱۸ و با حملهٔ مغول به نیشابور درگذشت. آرامگاه وی در خیابان عرفان واقع در نیشابور کنونی هر ساله پذیرای علاقه‌مندان به ادب و فرهنگ ایرانی است. آرامگاه عطار از بناهای دوره امیر علیشیر نوایی است و در سده نهم هجری ساخته شده است. بنای کنونی آرامگاه دارای هشت ضلع و گنبدی کاشی کاری شده و چهار در ورودی است. در نمای بیرونی آن چهار غرفه کاشی کاری شده تعبیه شده است و در وسط بقعه، سنگ قبر عطار و یک ستون هشت ترکی به ارتفاع ۳ متر وجود دارد.

## مدفونان در محوطه آرامگاه (آرامگاه مشاهیر نیشابور)
- پرویز مشکاتیان
- فریدون گرایلی
- حسن نظریان
- کمال الملک
- یعقوب‌علی شورورزی
- محمد قاسم اخویان
- عبدالله سعیدی

## نگارخانه

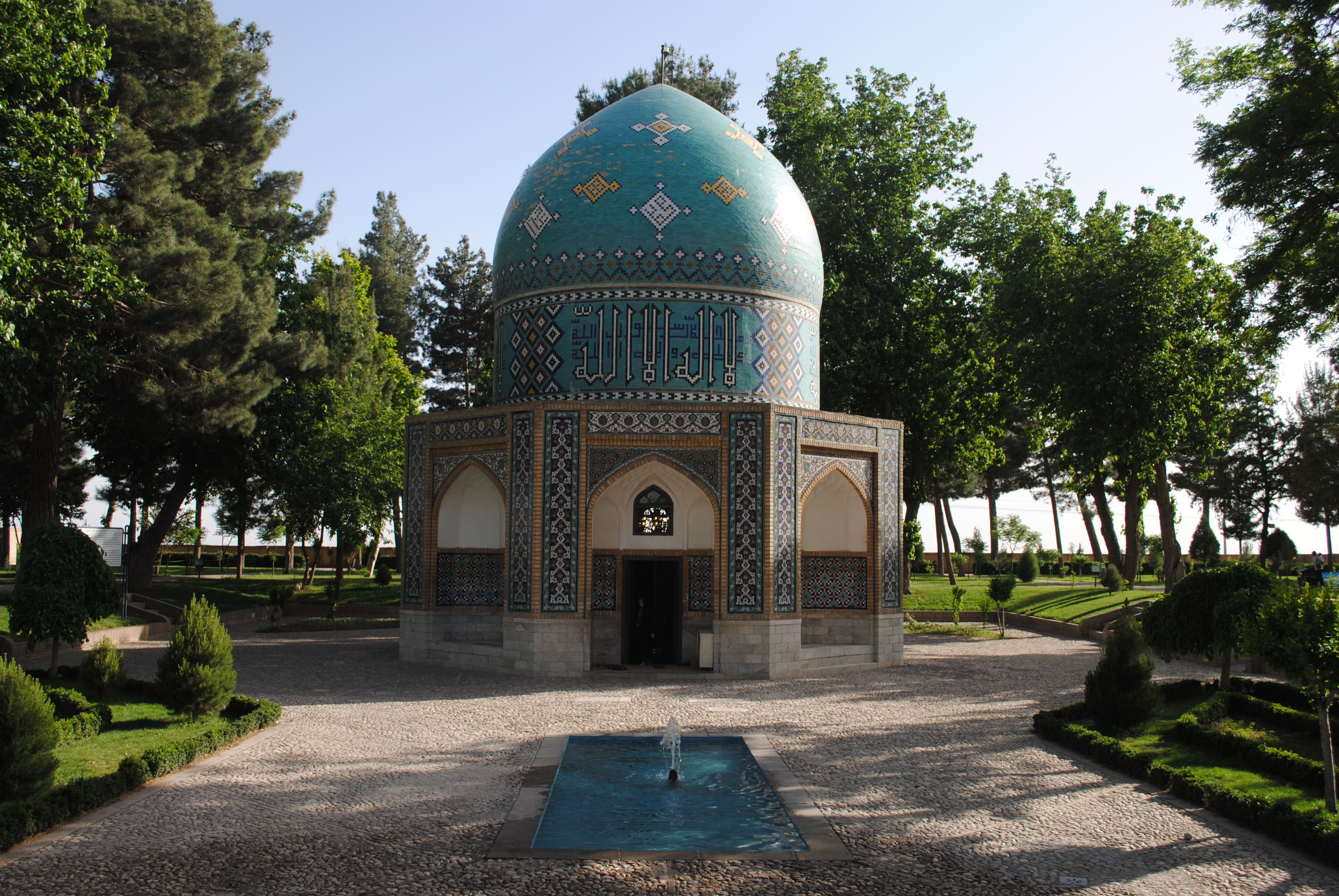
محوطه آرامگاه در باغی محصور است.
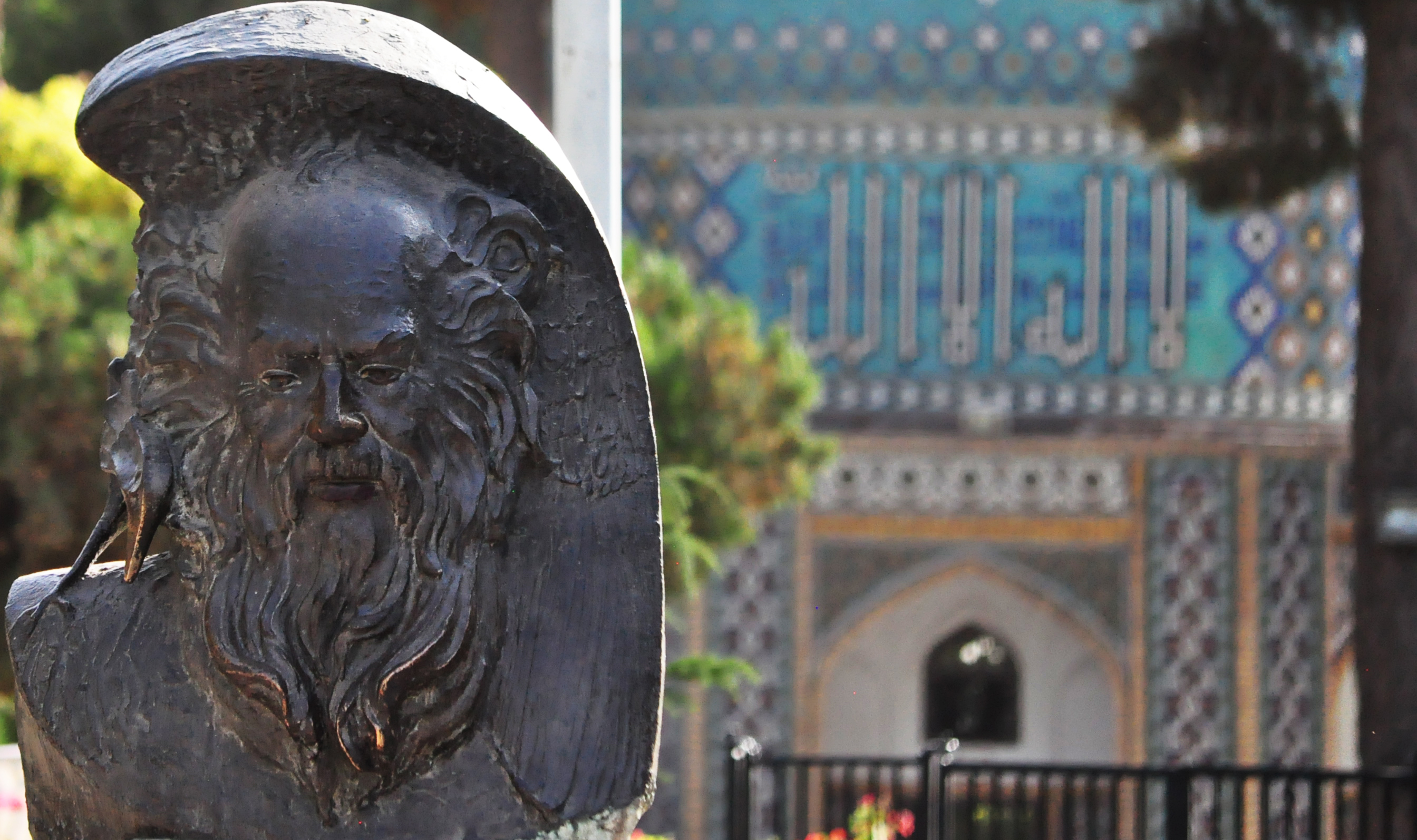
مجسمه عطار در نزدیکی آرامگاه او
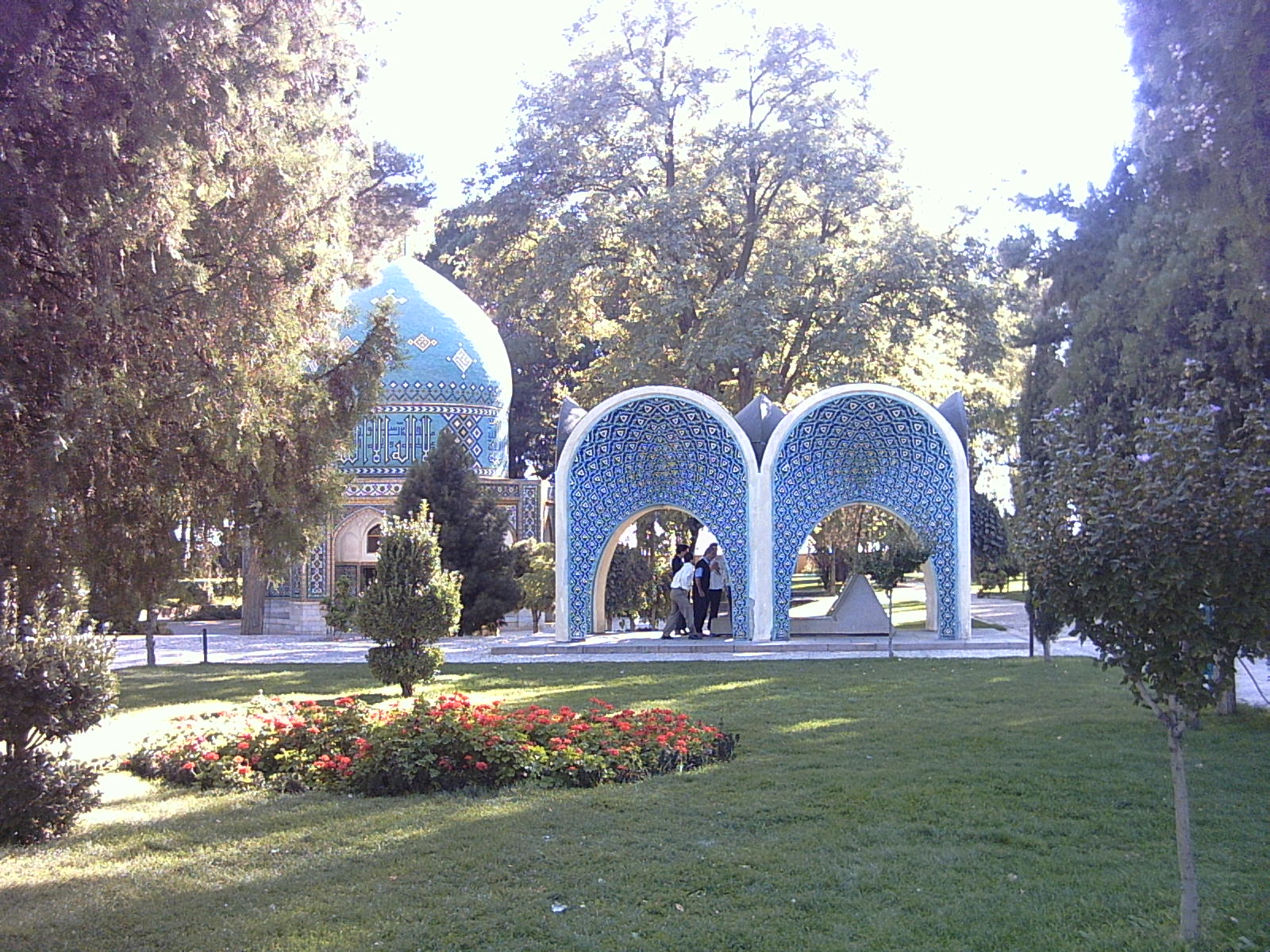
آرامگاه کمال الملک و عطار
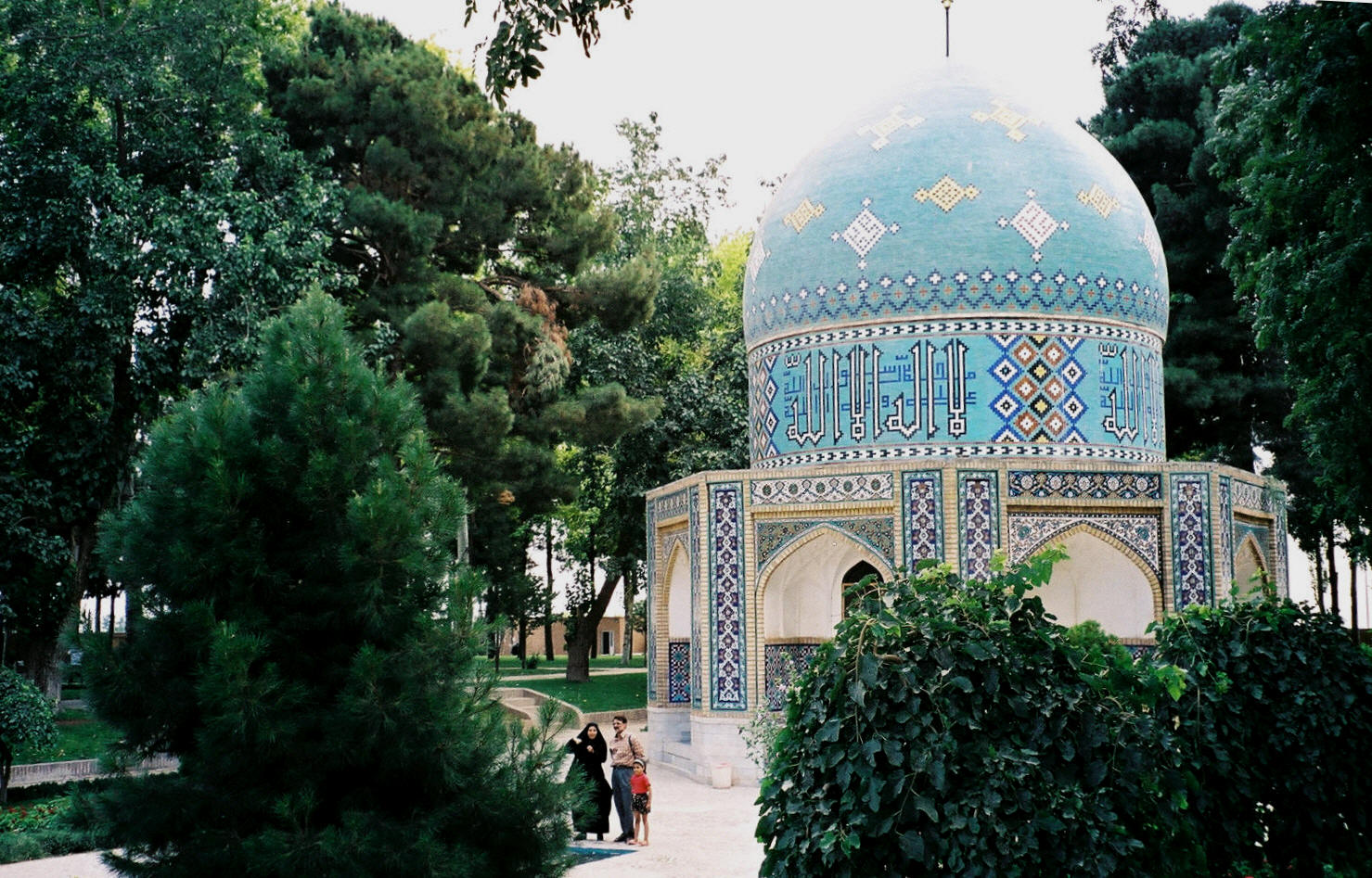
آرامگاه عطار
سنگ قبر عطار نیشابوری
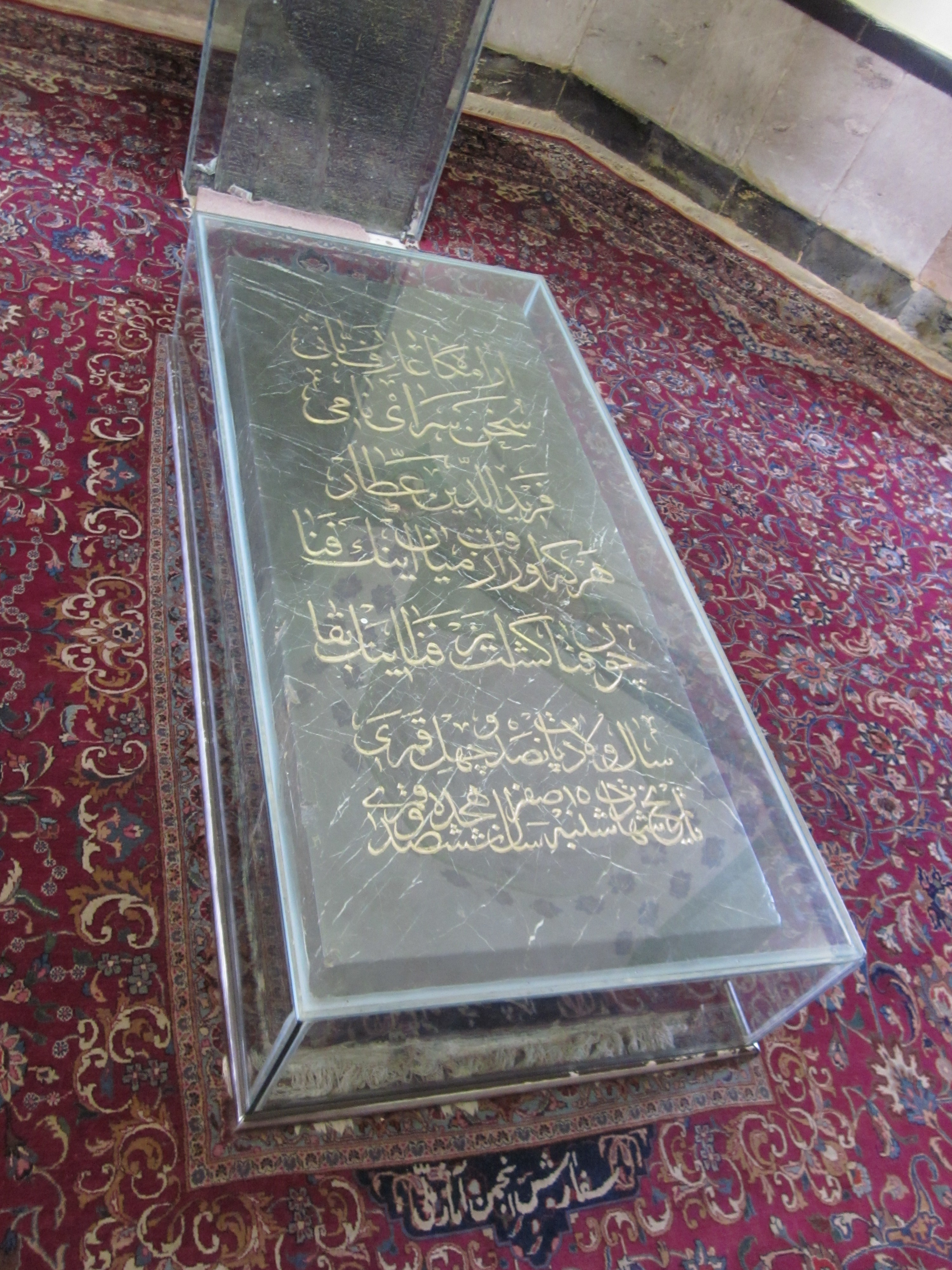
سنگ قبر عطار نیشابوری